# Corpo mistico
Nella teologia cristiana l'espressione corpo mistico (o corpo mistico di Cristo, Corpus Mysticum Christi in latino) indica la speciale unione che lega i cristiani a Gesù Cristo risorto e che viene descritta con la dottrina teologica della comunione dei santi. La dottrina assume significati diversi nelle diverse confessioni cristiane.
L'espressione è una metafora coniata da Paolo di Tarso e trova il suo fondamento nel fatto che i cristiani condividono un unico spirito e si nutrono di un unico cibo spirituale.

## Negli scritti di San Paolo
Nella lettera ai Galati Paolo afferma la solidarietà ontologica dei cristiani, senza parlare di "corpo di Cristo" (ma il significato è lo stesso), e la attribuisce al comune battesimo:
I passi più importanti in cui Paolo parla della chiesa come corpo di Cristo si trovano nella prima lettera ai Corinzi: 1 Cor 6,12-20, 1 Cor 10,14-22, 1 Cor 12,4-27. Il brano in 1 Corinzi 12 è forse il più famoso e attribuisce l'unità del corpo di Cristo al possesso di uno stesso spirito. La pericope nel capitolo 10, invece, mette in evidenza la connessione dovuta al comune pane eucaristico.
La diversità delle membra è utile per dare pari dignità alle diverse funzioni che i fedeli sono in grado e sono chiamati a svolgere. Su questo tema Paolo ritorna brevemente anche nella successiva lettera ai Romani (Rm 12,4-8):
Le lettere deutero-pauline, in particolare la lettera agli Efesini e la lettera ai Colossesi, chiariscono la metafora specificando il ruolo di Gesù come "capo" del corpo mistico: Ef 2,11-18, Ef 1,22-23, Ef 4,4.12.15-16, Ef 5,30, Col 1,18.24, Col 2,19, Col 3,15. Se Cristo è il capo della chiesa ossia, secondo un'altra metafora, è la pietra angolare su cui viene edificata la chiesa, non è teologicamente ammissibile alcuna sopravvalutazione trionfalistica della chiesa terrena.

## La dottrina cristiana
Secondo questa dottrina tutti i cristiani vivi o morti sono strettamente ed intimamente uniti a Cristo, come le membra di un unico corpo di cui Egli è il capo. Per questa intima unione e unità, tutto il bene compiuto da un singolo membro si riversa in beneficio di tutti gli altri, mentre il male compiuto da uno è sofferenza di tutti, anche se non sarà mai tale da poter sminuire o offuscare l'infinita sorgente di grazia che è il Cristo.
La stessa dottrina è illustrata anche nel vangelo con la metafora di un'unica vite di cui Gesù Cristo è la pianta viva e tutti gli altri sono i tralci alimentati da lui (cfr. Gv 15,5).
Sant'Agostino fece uso ricorrente dell'espressione Christus totus per indicare le singole membra e l'insieme delle membra e del Capo della Chiesa, ferma restando l'ovvia distinzione fra il Salvatore Gesù e i salvati. Agostino fondò questa dottrina su 1 Corinzi 12, 12-14, 19, 27 e su Mt 25, altro testo ricorrente negli scritti agostiniani.
Nel 1943 Papa Pio XII ha esposto la dottrina cattolica con l'enciclica Mystici Corporis Christi. In questa circostanza, inoltre, egli raccomandò di imitare la tenerezza di Gesù verso i membri più deboli della famiglia umana e deprecò la loro eliminazione da parte di alcuni Stati (soprattutto i nazisti, ma non solo).
La dottrina fu ancor più autorevolmente affermata dal Concilio Vaticano II nella costituzione dogmatica Lumen Gentium, da cui sono estratte le seguenti brevi frasi:
(Costituzione dogmatica Lumen Gentium, cap. I par. 7)
Secondo molte confessioni cristiane, ma non tutte, la comunione dei santi implica che i santi in cielo possono intercedere per i viventi e che questi possono intercedere per le anime purganti. Queste possibilità sono escluse dalle chiese nate dalla Riforma protestante.
Nel cattolicesimo e nell'ortodossia un ruolo speciale e sommo, nella preghiera e devozione rivoltale, e nel potere di intercessione per una grazia,  spetta a Maria, la Madre di Gesù Cristo, sempre Vergine e sempre Immacolata da qualsiasi peccato. In tutto questo, è prima del genere umano in tutta la storia, e seconda soltanto al Figlio di Dio: concetto indicato come iperdulia.

### Il corpo mistico di Cristo e quello dell'Anticristo
A conclusione di 1 Corinzi 10:1-22, san Paolo apostolo afferma che il consumo consapevole di carni sacrificate agli idoli farebbe entrare il cristiano in comunione con i demoni. Invita quindi a scegliere fra le due opzioni alternative, secondo il primo comandamento ed il precetto evangelico "o con me o contro di me" (in Luca 11:14-23, dopo l'insegnamento Padre nostro e l'esorcismo di Beelzebùl).
In 1 Corinzi 5:1-13) invita a non condividere la santificazione della festa (celebrazione e cena) con differenti tipologie di peccatori, fra i quali gli idolatri.
In Matteo 12:22-32 ("Satana scaccia satana"), Gesù insegna che i demoni non formano una vera e propria gerarchia come quella celeste, ma che tra essi domina la discordia e la disunità, segno che può esistere un regno di Dio, ma non di Satana.
Tommaso d'Aquino fu autore del più importante commento medioevale all'epistolario paolino. Nel suo trattato De venerabili sacramento altaris (liber de utili ac oportuna institutione sacramenti Eucharistiae) afferma che esistono due Corpi Mistici nel mondo terreno e ultraterreno, tra i quali ogni essere umano è inevitabilmente chiamato a scegliere, crescendo nell'uno o nell'altro:
(De venerabili sacramento altaris, Opusculum LI)
Il Corpo mistico è la chiesa di cui Cristo è a capo e sua sposa, quanti decrescono spiritualmente nel corpo di Cristo, inevitabilmente crescono nel corpo mistico del male.
(Summa Theologiae, questione 109, art. 2)
Affine all'esistenza dei due corpi mistici è il pronunciamento di Agostino da Ippona sulle due civitas:
(De Civitate Dei, lib. XIV, c, 17)
(Contro Fausto XX, 5)
Il Paradiso è il Corpo Mistico di Cristo risorto: la visione della Verità e la contemplazione del Volto di Dio è il fine ultimo della vita umana(comunione dei santi).
L'inferno è identificato con l'eterna comunione con Satana, i suoi angeli, e probabilmente le anime dannate.